# Мякишево (Ярославская область)
Мякишево — деревня в Угличском районе Ярославской области России. В рамках муниципального устройства входит в состав Отрадновского сельского поселения. С точки зрения административно-территориального деления входит в Ординский сельский округ.

## География
Находится в долине реки Катка, вблизи впадения в неё ручья Глухой.
Соседние населенные пункты: Ордино, Трухино, Воронцово, Мелехово, Селеменево, Широбоково, Дуново, Медлево.

## История
С 1 января 2005 года, в соответствии с законом Ярославской области № 65-з от 21 декабря 2004 года, входит в образованное муниципальное образование Отрадновское сельское поселение,

## Население
| 2007 | 2010 |
| ---- | ---- |
| 12   | ↗13  |

## Инфраструктура
Личное подсобное хозяйство.

## Транспорт
Просёлочная дорога.